# Slovinská fotbalová reprezentace
Slovinská fotbalová reprezentace je fotbalový výběr, který reprezentuje Slovinsko na mezinárodní scéně. První zápas hráli slovinští fotbalisté v roce 1992, po rozpadu Socialistické federativní republiky Jugoslávie v roce 1991. Před tím slovinští hráči startovali za Jugoslávii. Než byli přijati do FIFA a UEFA, tak propásli termín na přihlášení do kvalifikace na MS 1994, proto se poprvé představili v kvalifikaci na ME 1996.

## Účast na Mistrovství světa
Seznam zápasů slovinské fotbalové reprezentace na MS
| Rok          | Výsledek                    | Poř.                  | Z                     | V                     | R                     | P                     | BV                    | BO                    |
| ------------ | --------------------------- | --------------------- | --------------------- | --------------------- | --------------------- | --------------------- | --------------------- | --------------------- |
| 1930 až 1990 | – hráli za Jugoslávii       | – hráli za Jugoslávii | – hráli za Jugoslávii | – hráli za Jugoslávii | – hráli za Jugoslávii | – hráli za Jugoslávii | – hráli za Jugoslávii | – hráli za Jugoslávii |
| 1994         | se kvalifikace              | se kvalifikace        | se kvalifikace        | se kvalifikace        | se kvalifikace        | se kvalifikace        | se kvalifikace        | se kvalifikace        |
| 1998         | nepostoupili z kvalifikace  | -                     | -                     | -                     | -                     | -                     | -                     | -                     |
| 2002         | základní skupina Soupiska   | 30.                   | 3                     | 0                     | 0                     | 3                     | 2                     | 7                     |
| 2006         | nepostoupili z kvalifikace  | -                     | -                     | -                     | -                     | -                     | -                     | -                     |
| 2010         | základní skupina (soupiska) | 18.                   | 2                     | 1                     | 1                     | 0                     | 3                     | 2                     |
| 2014         | nepostoupili z kvalifikace  | -                     | -                     | -                     | -                     | -                     | -                     | -                     |
| 2018         | Nepostoupili z kvalifikace  | -                     | -                     | -                     | -                     | -                     | -                     | -                     |
| 2022         | Nepostoupili z kvalifikace  |                       |                       |                       |                       |                       |                       |                       |
| Celkem       | 2/4                         |                       | 5                     | 1                     | 1                     | 3                     | 5                     | 9                     |

## Účast na Mistrovství Evropy
Seznam zápasů slovinské fotbalové reprezentace na Mistrovství Evropy
| Rok          | Účast                                           | Soupisky |
| ------------ | ----------------------------------------------- | -------- |
| 1960 až 1988 | – hráli za Jugoslávii                           | –        |
| 1992         | nezúčastnili se kvalifikace                     | –        |
| 1996         | nepostoupili z kvalifikace                      | –        |
| 2000         | základní skupina                                | Soupiska |
| 2004         | nepostoupili z kvalifikace                      | –        |
| 2008         | nepostoupili z kvalifikace                      | –        |
| 2012         | nepostoupili z kvalifikace                      | –        |
| 2016         | Nepostoupili z baráže                           | –        |
| 2020         | Nepostoupili z kvalifikace                      | –        |
| 2024         | Vyřazení v osmifinále Portugalskem              | Soupiska |
| Celkem       | účast – 2× zlato – 0×, stříbro – 0×, bronz – 0× |          |